# Amala
|  | Denne artikel er oprettet af botten Steenthbot ud fra en ekstern database. Den kan derfor have sproglige fejl eller mangler. Denne skabelon kan fjernes efter kontrol af indholdet. |

Amala er en dansk filmskolefilm fra 2022 instrueret af Nivetha Balasubramaniam.

## Handling
Teenagepigen Amala dagdrømmer om at være en del af den danske nabofamilie, mens hun tager sig af de huslige pligter og forsøger at være en god tamilsk pige. Men da hendes mor opdager, at Amala har en hemmelig dansk kæreste og konfronterer hende med det, er Amala færdig med at lade sig tøjle af morens forventninger. Hun ville ønske, at hun havde en dansk familie og at Amma ikke var hendes mor. På familiens husalter står guden Ganesh og lytter med. Morgenen efter vågner Amala op hos nabofamilien, nu som Amalie.

## Medvirkende
- Neesha Dewa, Amala
- Arulmoli Sivapalan, Amma
- Anura Dewa, Appa
- Atshey Ramesh, Lillebror
- Vilas Kinra Sandbye, Lillebror
- Ditte Ylva Olsen, Camilla
- Morten Schaffalitzky, Rasmus
- Alvilda Lyneborg Lassen, Olivia
- Andreas Bruun Pedersen, Peter